# Seznam avstralskih kriminalcev
Seznam avstralskih kriminalcev.

## A
- Rodney Ansell

## B
- Bali Nine
- Kenneth Brown
- Martin Bryant
- William Buckley

## C
- Captain Thunderbolt
- Schapelle Corby

## D
- Garry David

## E
- Edward Eagar

## F
- Wade Frankum

## G
- Alphonse Gangitano
- Andrew Garforth
- John Wayne Glover
- Sef Gonzales

## = H
- Mamdouh Habib
- David Hicks
- Sven Huebner

## I
- Megan Ireland

## J
- Brian Keith Jones

## K
- Ned Kelly
- Graham Kinniburgh
- Julian Knight
- Maria Korp

## M
- Ivan Milat
- Jason Moran
- Lewis Moran
- Bradley John Murdoch

## R
- Mark Brandom Read
- Jack Roche
- Michael Dennis Rohan
- Ronald Ryan

## S
- Bilal Skaf
- Christopher Skase

## T
- Squizzy Taylor
- Stan Taylor
- John Travers
- Robert Trimbole

## V
- Frank Vitkovic

## W
- John Wren